# Полукружные каналы
Полукружные каналы — составляющая внутреннего уха человека, который образует костный лабиринт, где расположен перепончатый лабиринт, заполненный жидкостью.
У человека полукружных каналов шесть — по три в каждом ухе. Они имеют дугообразную форму и начинаются и кончаются в маточке. Три полукружных канала каждого уха расположены под прямыми углами друг к другу, один — горизонтально, а два — вертикально. Каждый канал имеет на одном конце расширение — ампулу. Шесть каналов расположены таким образом, что для каждого существует противолежащий ему канал в той же плоскости, но в другом ухе, однако их ампулы расположены на взаимнопротивоположных концах.

## Функциональная роль

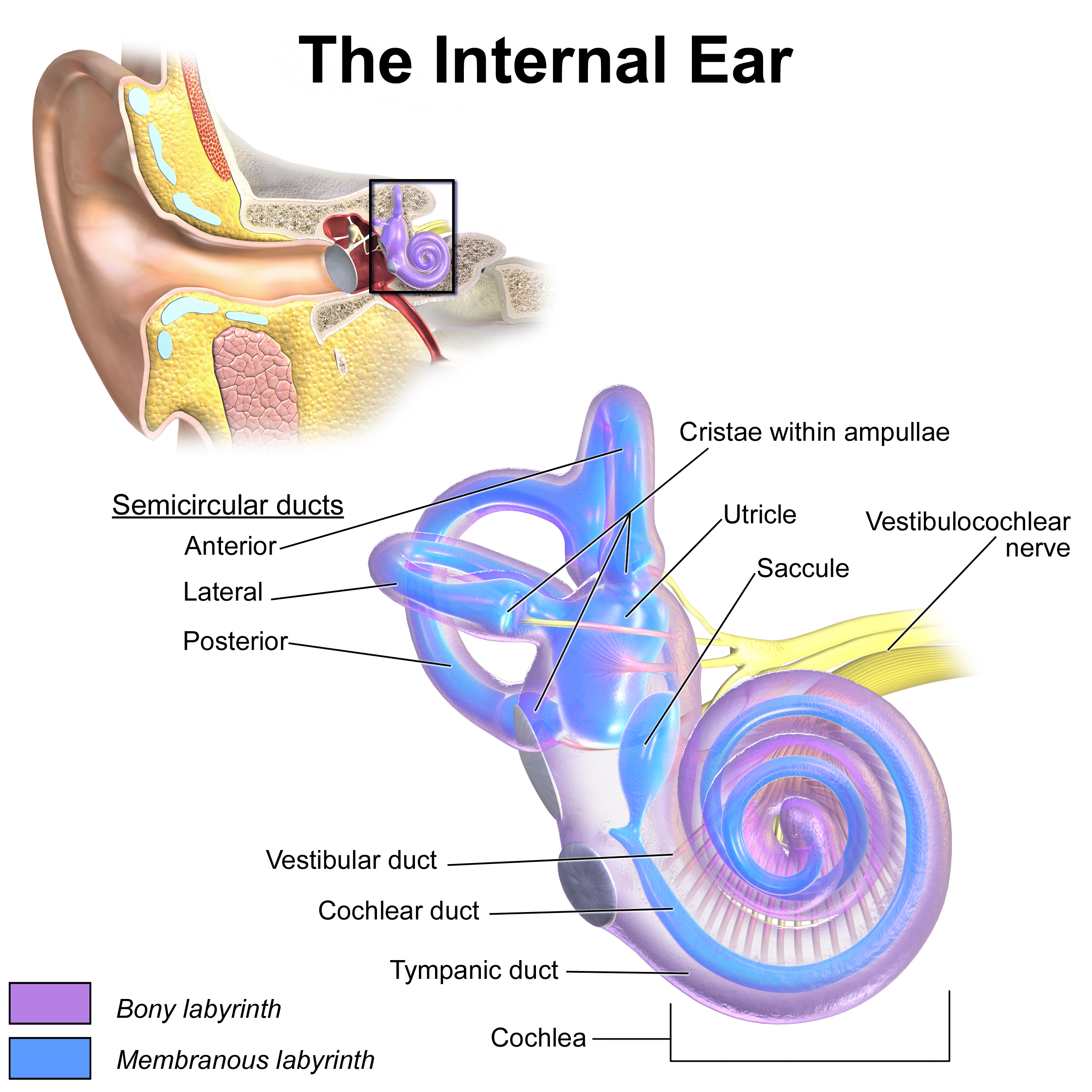
Внутреннее ухо человека.

Полукружные каналы заполнены жидкостью, которая за счёт инерциальных свойств начинает двигаться внутри контура, образованного дугообразной трубкой. Волоски вестибулярного нерва детектируют движение этой жидкости, тем самым сообщая нервной системе информацию о величине относительной угловой скорости и углового ускорения поворота головы по оси, соответствующей плоскости контура данного канала. После начала вращения с постоянной угловой скоростью за примерно 10 секунд жидкость в каналах полностью увлекается окружением, и чувствительность к этому вращению исчезает .
Среди видов млекопитающих размер полукружных каналов коррелирует с их типом передвижения. В частности, виды, которые подвижны и имеют быстрое, отрывистое передвижение, имеют более крупные каналы по сравнению с размером их тела, чем те, которые передвигаются более осторожно.